# Оџи Ануноби
Огугуа Ануноби (енгл. Ogugua "OG" Anunoby Jr.; Лондон, 17. јул 1997) британски је кошаркаш. Игра на позицији крила, а тренутно наступа за Њујорк никсе.

## Каријера

### Колеџ
Ануноби је од 2015. до 2017. године играо за Индијана хузерсе, кошаркашки тим Универзитета Индијане. У дресу Хузерса уписао је 50 наступа, а просечно је по утакмици постизао 6,8 поена, хватао 3,5 скокова и имао једну украдену лопту.

### Торонто репторси (2017—2023)
На НБА драфту 2017. године Торонто репторси су изабрали Анунобија као 23. пика. Дана 9. јула 2017. године Оџи је са Репторсима и потписао руки уговор.

## Успеси

### Клупски
- Торонто репторси:
  - НБА (1): 2018/19.

### Појединачни
- Идеални одбрамбени тим НБА — друга постава (1): 2022/23.